# 华南蓝果树
华南蓝果树（学名：Nyssa javanica）为蓝果树科蓝果树属下的一个种。

## 扩展阅读
- 維基物種上的相關：华南蓝果树